# مین هیل، نیوجرسی
مین هیل (به انگلیسی: Mine Hill Township) شهری در ایالت نیوجرسی کشور ایالات متحده آمریکا است که جمعیت آن در سرشماری سال ۲۰۱۰ میلادی، ۳٬۶۵۱ نفر بوده‌است.
نام این شهرستان برگرفته از تاریخ معادن منطقه است.
استخراج معادن در مین هیل به اوایل قرن هجدهم باز می گردد. این شهرستان دارای برخی از غنی ترین منابع سنگ آهن در کشور بود. ماهلون دیکرسون که دوازدهمین فرماندار نیوجرسی بود و خانواده‌اش مالک معدن دیکرسون، بزرگترین معدن سنگ در منطقه بودند، بسیاری از سنگ آهن مورد استفاده در طول جنگ انقلاب آمریکا را تامین می‌کرد. آخرین معدن در شهرستان در اواخر دهه ۱۹۶۰ بسته شد.
در سرشماری سال ۲۰۲۰ ایالات متحده، جمعیت این شهرستان ۴۰۱۵ نفر بود، که نسبت به سرشماری سال ۲۰۱۰ که ۳۶۵۱ نفر بود، ۳۶۴ نفر (+۱۰٫۰٪) افزایش داشت.